# Лаудомия ди Пиерфранческо де Медичи
Лаудòмия ди Пиерфранчèско де Мèдичи (на италиански: Laudomia di Pierfrancesco de' Medici; * 1518, Флоренция, Флорентинска република, † 1583, вероятно Париж, Кралство Франция) е аристократка от фамилията Медичи и господарка на Еперне.

## Произход
Тя е най-голямото дете на Пиерфранческо де Медичи Млади (* 1487 † 1525), банкер и дипломат, и на съпругата му Мария Содерини (* 1494, † 1550). По бащина линия е внучка на банкера и дипломат Лоренцо ил Пополано и Семирамида д'Апиано д'Арагона, а по майчина – на Томазо Содерини и Фиамета Строци. Кръстена е на прабаба си Лаудомия Ачайоли, съпруга на Пиерфранческо де Медичи Стари. Освен нея това име в семейството носи леля ѝ Лаудомия де Медичи, омъжена за художника Франческо Салвиати. Има двама братя и една сестра:
- Лоренцино, нар. Лоренцачо (* 1514 † 1548), политик, писател и драматург, убиец на братовчед си херцог Алесандро де Медичи[1][3]
- Джулиано (* 1520 † 1588), епископ на Безие (1561) и на Алби (1576), архиепископ на Екс (1574), абат на базиликата „Сен Виктор“ в Марсилия (1570)
- Мадалена (* 1518 † 1583), съпруга на Алмано Салвиати и на Роберто Строци,[3][5] барон на Колалто.

Заедно с по-малката си сестра Мадалена Лаудомия е смятана за една от най-красивите жени на своето време. В някои източници така се нарича жената, чиято красота помага на Лоренцино да примами херцога на Флоренция в смъртоносен капан. Други казват, че леля ѝ Катерина Содерини, омъжена за Леонардо Джинори, е фатална красавица.

## Биография
Пиерфранческо де Медичи Млади поверява възпитанието на дъщерите си на монахини кармелитки в манастира „Света Мария на Ангелите“ във Флоренция. През 1537 г., след убийството на херцога на Флоренция от нейния брат Лоренцино, момичетата трябва да напуснат манастира и заедно със семейството си първо да се преместят при роднина на Филипо Строци в Болоня, а след това във Венеция.
Лаудомия се жени за кондотиера Пиеро Строци през 1539 г. и му ражда син и дъщеря. Във Венеция, където се мести със съпруга си през 1541 г., тя живее в къща в Канареджо. Пиеро, който се бие на страната на Франция в Италианските войни и получава чин „маршал“ от крал Анри II, рядко си е у дома. Всички финансови и икономически дела в семейството са под контрола на Лаудомия. Така тя помага на съпруга си в делото с бижутата на Рене Френска, които херцогинята поверява на Пиетро Строци във Ферара с молба да получи парите си. Маршалът изпраща бижутата на жена си във Венеция и тя успява да ги заложи за 6000 скуди. През февруари 1544 г. кралят на Франция предоставя на съпруга ѝ феода Белвил, а през 1554 г. феода Еперне. Пиетро притежава и владението Бресюир в Поату.
Заедно със съпруга си през същата 1544 г. Лаудомия посещава папския двор в Рим и херцогския двор във Ферара.
През 1557 г. заедно със семейството си тя се мести във Франция. В Париж Лаудомия е в двора на братовчедка си – кралица Катерина де Медичи. Лаудомия овдовява през юни 1558 г. За живота ѝ след овдовяването се знае само, че тя остава в двора на кралицата. Умира на около 42-годишна възраст през 1583 г. (в някои източници датата на смъртта ѝ е посочена като „след 1558 г.“).

## Брак и потомство
∞ 1539 за кондотиера Пиетро Строци (* 1510, Флоренция; † 21 юни 1558, Тионвил, Кралство Франция), от когото има син и дъщеря:
- Филипо Строци (* април 1541, Венеция, Венецианска република; † 27 юли 1582, Азорски острови), господар на Еперне, господар на Бресюр, командир от армията на Кралство Франция
- Клариса Строци († 1567), ∞ за Оноре дьо Савоа, граф на Танд и велик сенешал на Прованс.[15][16]

Някои източници казват, че Лаудомия е била омъжена в първи брак за политика и дипломат Алемано, син на Аверардо Салвиати. Датата на сключване на този брак е 1532 г., а датата на вдовството е 1534 г. В други източници бракът с Алемано се приписва на по-малката ѝ сестра. Но и двете твърдения не могат да бъдат приети, защото, първо, съпругата на Алемано, син на Аверардо Салвиати, е Лукреция Капони, и второ (и това е основното), той умира през 1509 или 1510 г. Следователно и за двете сестри браковете им с братята Строци са първи.

## Лаудомия в културата
Някои историци на изкуството идентифицират с Лаудомия „Портрет на дама с кожа“ от Аньоло Брондзино, датиран от тях в средата на XVI век. Според други изследователи обаче картината изобразява Изабела де Медичи, дъщеря на великия херцог Козимо I, а портретът е нарисуван през втората половина на XVI век. Сега картината е включена в колекцията на Палатинската галерия в Палацо Пити във Флоренция.
Колекцията на Музея на изкуствата „Метрополитън“ в Ню Йорк съдържа сребърен кристален бюст на Лаудомия Медичи от Френската или Италианската школа от началото на XIX век. Авторът на бюста е неизвестен.
- Брондзино, Портрет на дама с кожа, 1565 г.
- Бюст на Лаудомия